# Ydes
Ydes est une commune française située dans le département du Cantal, en région Auvergne-Rhône-Alpes.
Au cœur d'un bassin minier, Ydes est connue pour son riche passé industriel d'exploitation charbonnière. La houille y est exploitée dès le Moyen Âge et de façon industrielle entre 1842 et 1959, favorisant pleinement l'économie locale.
Ses habitants sont appelés les Ydois.

## Géographie
L'activité industrielle du XIXe siècle et le développement de l'exploitation du charbon ont permis la croissance du site de L'Hôpital qui est devenu Ydes-Centre alors que le village d'origine devenait Ydes-Bourg.

### Localisation
La commune est située à 22 km au nord de Mauriac, 68 km au nord d'Aurillac et à 88 km au sud-ouest de Clermont-Ferrand.
|            | Bort-les-Orgues (Corrèze) (par un quadripoint) Madic | Vebret  |
| Champagnac | Ydes                                                 | Saignes |
| Bassignac  | Sauvat                                               |         |

### Hydrographie
Ydes est traversée par la Sumène, un affluent de la Dordogne.
Le Milhac se jette dans la Sumène sur le territoire de la commune.

### Géologie
Le sol contient encore de riches gisements houillers. Les mines de Vendes et Champagnac (Bois de Lempre) ont été fermées en 1959.

### Climat
Pour des articles plus généraux, voir Climat d'Auvergne-Rhône-Alpes et Climat du Cantal.
En 2010, le climat de la commune est de type climat océanique altéré, selon une étude du CNRS s'appuyant sur une série de données couvrant la période 1971-2000. En 2020, Météo-France publie une typologie des climats de la France métropolitaine dans laquelle la commune est exposée à un climat de montagne ou de marges de montagne et est dans la région climatique Ouest et nord-ouest du Massif Central, caractérisée par une pluviométrie annuelle de 900 à 1 500 mm, maximale en automne et en hiver.
Pour la période 1971-2000, la température annuelle moyenne est de 10,8 °C, avec une amplitude thermique annuelle de 15,6 °C. Le cumul annuel moyen de précipitations est de 1 239 mm, avec 15,1 jours de précipitations en janvier et 7,6 jours en juillet. Pour la période 1991-2020, la température moyenne annuelle observée sur la station météorologique de Météo-France la plus proche, sur la commune de Saignes à 4 km à vol d'oiseau, est de 11,3 °C et le cumul annuel moyen de précipitations est de 987,0 mm,. Pour l'avenir, les paramètres climatiques de la commune estimés pour 2050 selon différents scénarios d'émission de gaz à effet de serre sont consultables sur un site dédié publié par Météo-France en novembre 2022.

## Urbanisme

### Typologie
Au 1er janvier 2024, Ydes est catégorisée bourg rural, selon la nouvelle grille communale de densité à 7 niveaux définie par l'Insee en 2022.
Elle appartient à l'unité urbaine d'Ydes, une agglomération intra-départementale dont elle est ville-centre,. Par ailleurs la commune fait partie de l'aire d'attraction de Bort-les-Orgues, dont elle est une commune de la couronne,. Cette aire, qui regroupe 11 communes, est catégorisée dans les aires de moins de 50 000 habitants,.

### Occupation des sols
L'occupation des sols de la commune, telle qu'elle ressort de la base de données européenne d’occupation biophysique des sols Corine Land Cover (CLC), est marquée par l'importance des territoires agricoles (59 % en 2018), en diminution par rapport à 1990 (62,6 %). La répartition détaillée en 2018 est la suivante : 
prairies (47,8 %), forêts (26,5 %), zones urbanisées (12,8 %), zones agricoles hétérogènes (11,2 %), zones industrielles ou commerciales et réseaux de communication (1,7 %). L'évolution de l’occupation des sols de la commune et de ses infrastructures peut être observée sur les différentes représentations cartographiques du territoire : la carte de Cassini (XVIIIe siècle), la carte d'état-major (1820-1866) et les cartes ou photos aériennes de l'IGN pour la période actuelle (1950 à aujourd'hui).

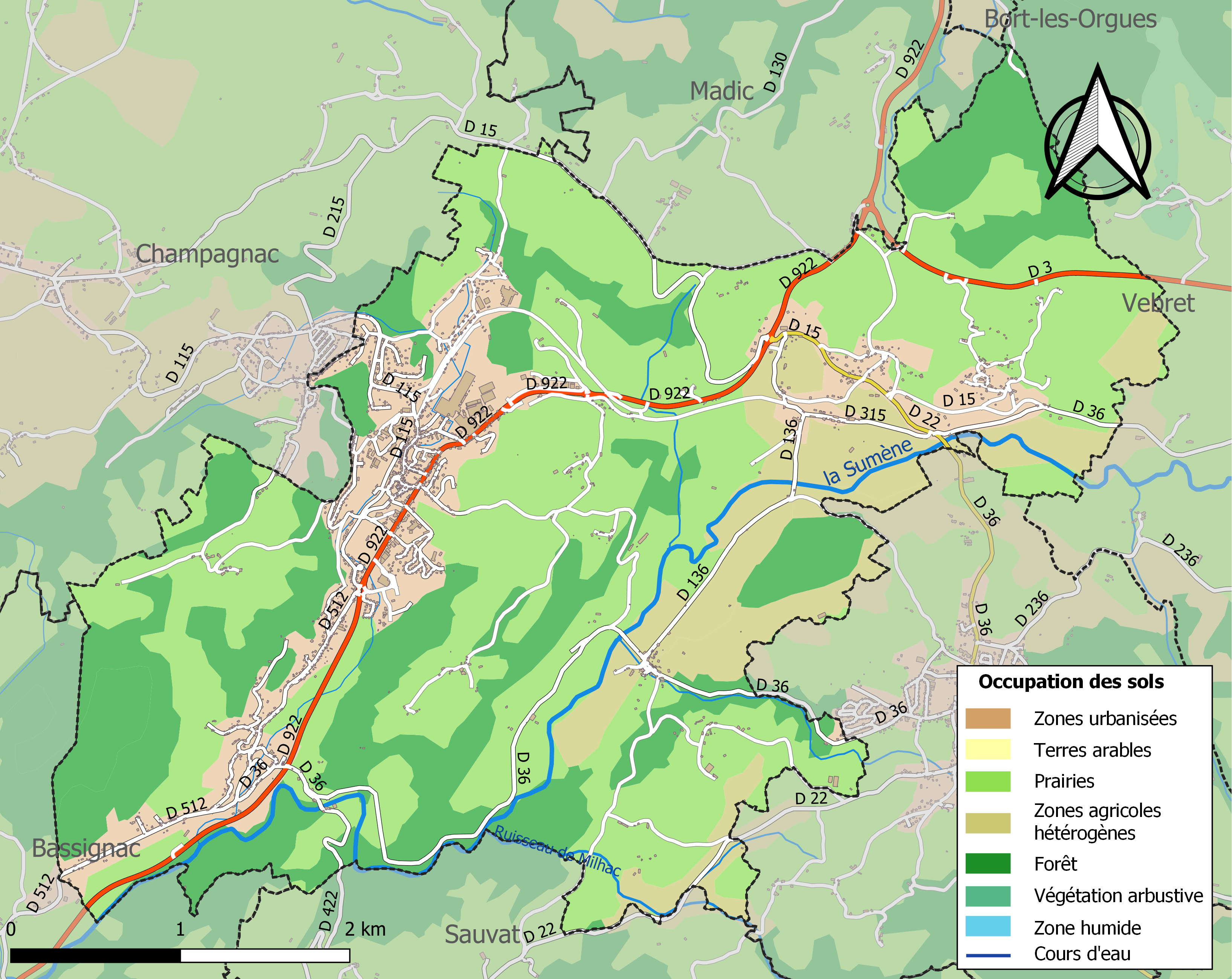
Carte des infrastructures et de l'occupation des sols de la commune en 2018 (CLC).

### Habitat et logement
En 2018, le nombre total de logements dans la commune était de 1 105, alors qu'il était de 1 083 en 2013 et de 1 099 en 2008.
Parmi ces logements, 72,5 % étaient des résidences principales, 12,1 % des résidences secondaires et 15,4 % des logements vacants. Ces logements étaient pour 77 % d'entre eux des maisons individuelles et pour 23 % des appartements.
Le tableau ci-dessous présente la typologie des logements à Ydes en 2018 en comparaison avec celle du Cantal et de la France entière. Une caractéristique marquante du parc de logements est ainsi une proportion de résidences secondaires et logements occasionnels (12,1 %) inférieure à celle du département (20,4 %) mais supérieure à celle de la France entière (9,7 %). Concernant le statut d'occupation de ces logements, 65,8 % des habitants de la commune sont propriétaires de leur logement (67,7 % en 2013), contre 70,4 % pour le Cantal et 57,5 pour la France entière.
| Typologie                                               | Ydes | Cantal | France entière |
| ------------------------------------------------------- | ---- | ------ | -------------- |
| Résidences principales (en %)                           | 72,5 | 67,7   | 82,1           |
| Résidences secondaires et logements occasionnels (en %) | 12,1 | 20,4   | 9,7            |
| Logements vacants (en %)                                | 15,4 | 11,9   | 8,2            |

### Voies de communication et transports

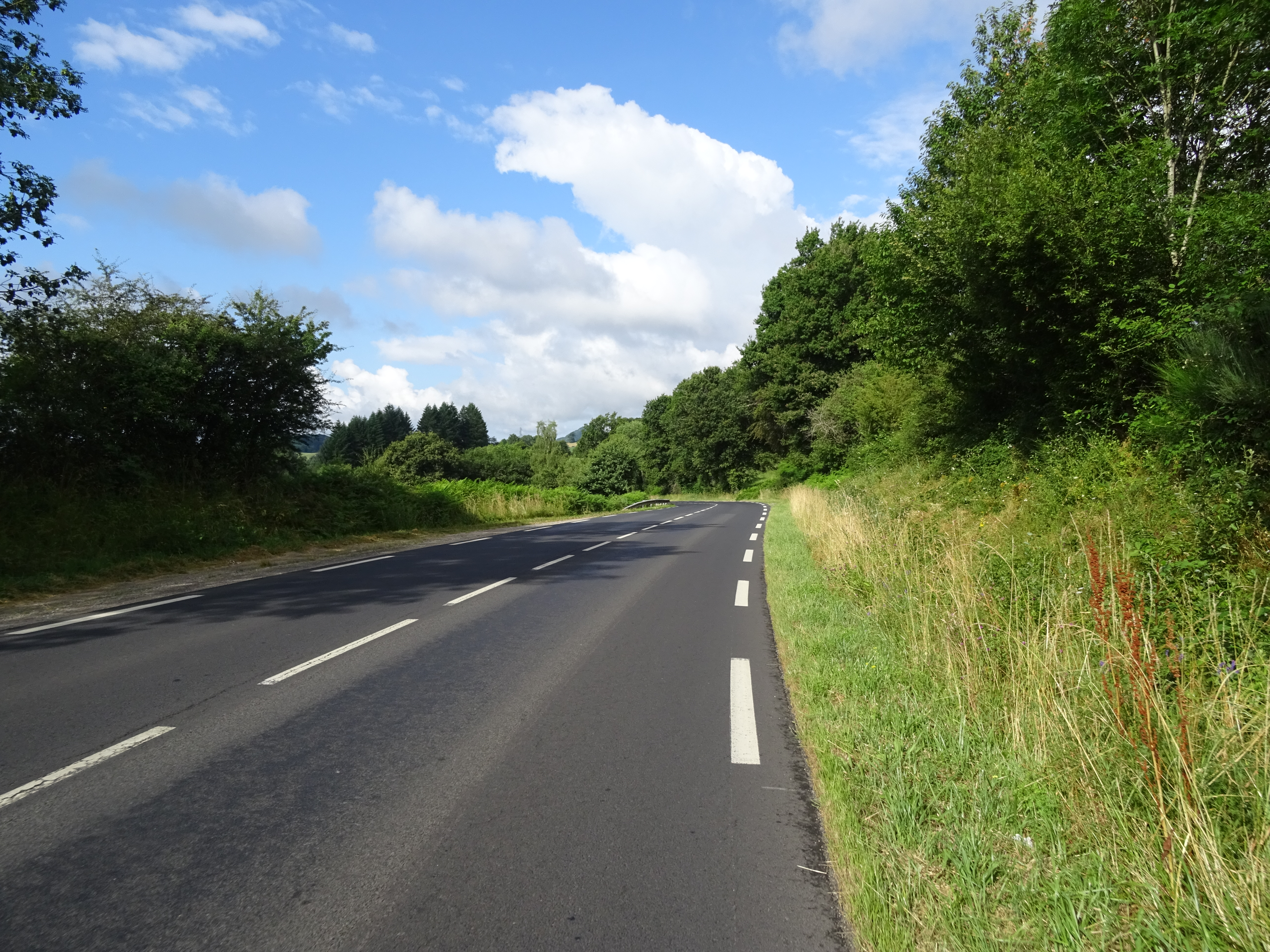
La D922 entre Le Beil et les Quatre Routes, passant par la commune d'Ydes.

La route départementale 922, reliant Laqueuille au nord et Aurillac au sud, passe par Ydes. Elle correspond à un ancien tronçon déclassé de la route nationale 122.
Jusque dans les années 1970-1980, Ydes avait la particularité de posséder trois gares SNCF à proximité : Saignes, Champagnac-les-Mines et Largnac. Les lignes ont été fermées.
Les aéroports les plus proches sont Clermont-Ferrand et Aurillac.

## Toponymie
Attesté en Hisde au XIIe siècle.
D'après Albert Dauzat et Charles Rostaing, ce toponyme  provient du pré-latin is, eau ; et du suffixe -ate.

## Histoire
Antiquité
Une borne milliaire au nom de l'empereur Postumus a été trouvée sur la commune. Elle est visible à la chapelle du château de Val, à Lanobre.

### Les Templiers et les Hospitaliers
Tout comme plusieurs communes du nord Cantal, Ydes fut le siège d'une commanderie de l'ordre du Temple qui faisait alors partie de la province templière d'Auvergne et qui est dévolue au commencement du XIVe siècle aux Hospitaliers de l'ordre de Saint-Jean de Jérusalem au sein de leur langue d'Auvergne. Ydes devient ensuite un membre de la commanderie du Pont-Vieux, commune de Tauves (1293), elle-même dépendante du Grand prieuré d'Auvergne.

### Époque contemporaine
En mai 1895, lors d'une grève importante des mineurs de Champagnac, tout le bassin minier a été assiégé par le 139e régiment d'infanterie et les brigades de gendarmerie.

Mines de charbon d'Ydes.
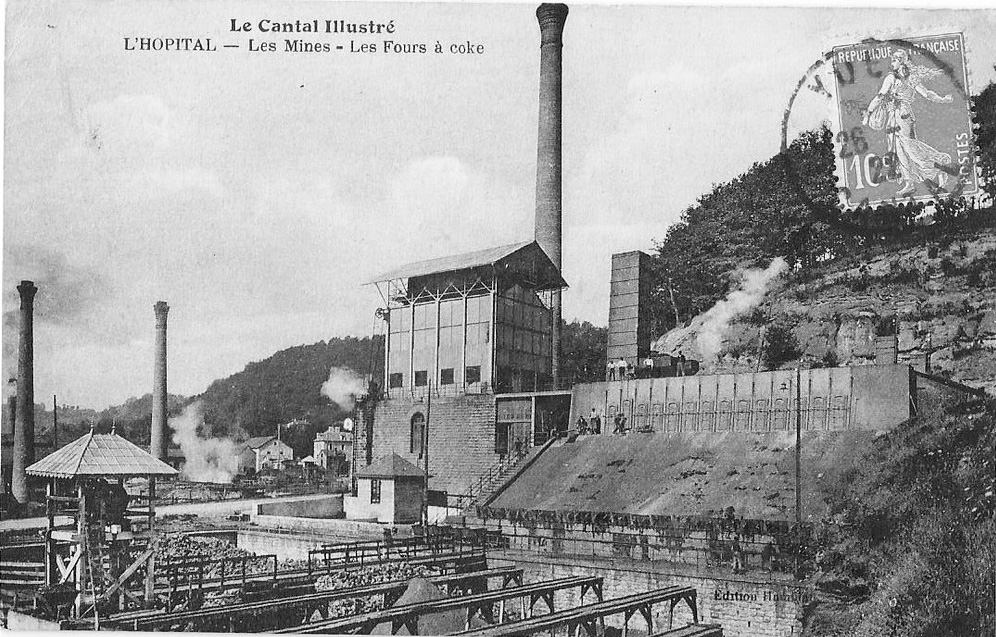
Les fours à coke.
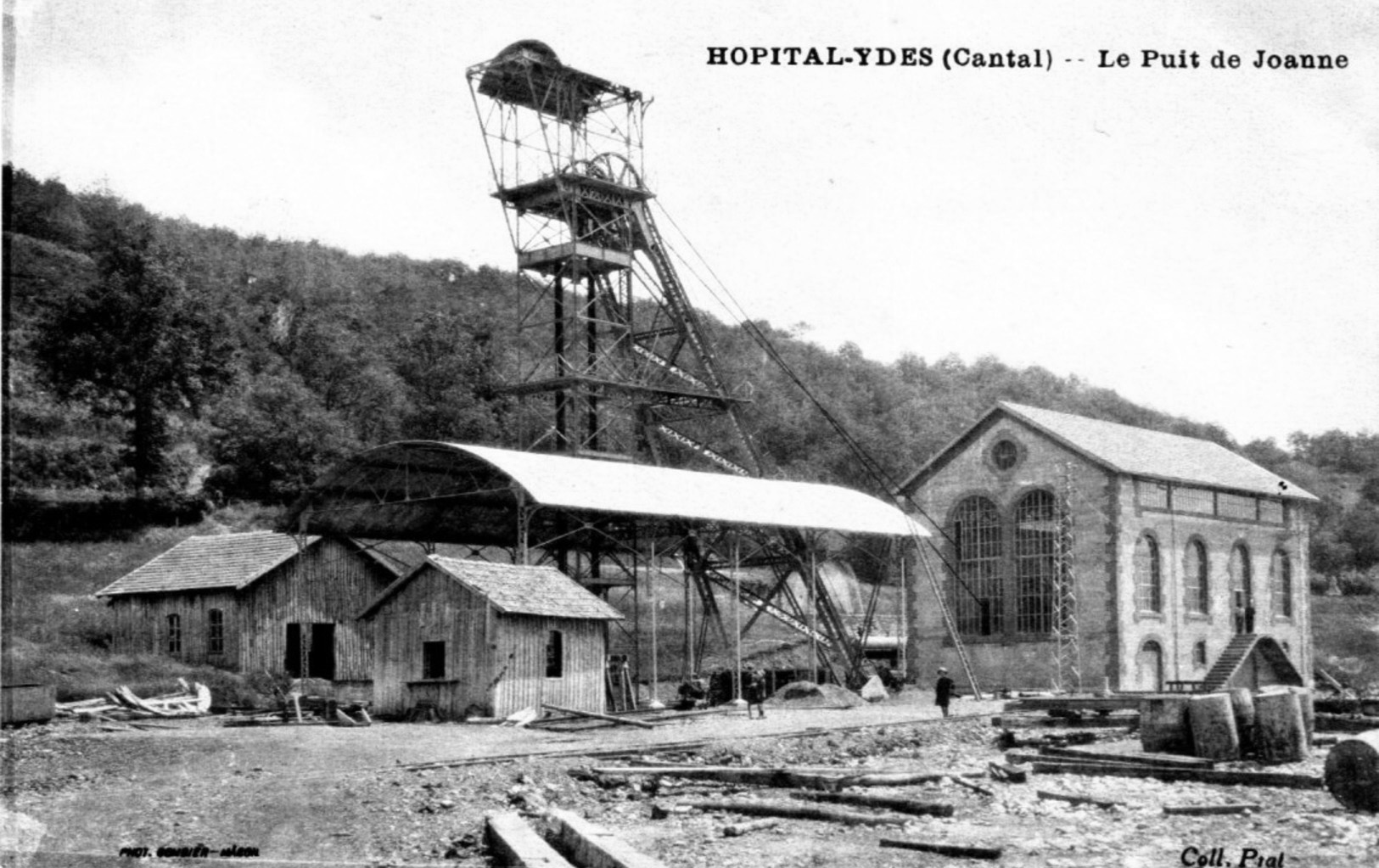
Le puits Pochat.

## Politique et administration

### Liste des maires
| Période                                  | Période  | Identité                            | Étiquette      | Qualité |
| ---------------------------------------- | -------- | ----------------------------------- | -------------- | --- |
| Les données manquantes sont à compléter. |          |                                     |                | |
| 1815                                     | 1826     | Jean-Baptiste Deribier du Châtelet  |                | |
| 1826                                     | 1830     | Jean-Baptiste Barrier               |                | |
| 1830                                     | 1836     | Jacques Balit                       |                | |
| 1836                                     | 1846     | Jean-Baptiste Journiac              |                | |
| 1846                                     | 1860     | Siméon Robert                       |                | |
| 1860                                     | 1865     | Charles de La Vaissière de Lavergne |                | |
| 1865                                     | 1871     | Jean-Pierre Balit                   |                | |
| 1871                                     | 1875     | François Hippolyte Peyrol           |                | |
| 1875                                     | 1877     | Michel Peyrol                       |                | |
| 1877                                     | 1884     | Léger Bresson                       |                | |
| 1884                                     | 1890     | François Hippolyte Peyrol           |                | |
| 1890                                     | 1900     | Mathieu Basset                      |                | |
| 1900                                     | 1912     | Auguste Besse                       |                | |
| 1912                                     | 1919     | Alfred Basset                       |                | |
| 1919                                     | 1923     | François Pourteyroux                |                | |
| 1923                                     | 1925     | Guillaume Pigot                     |                | |
| 1925                                     | 1941     | Alfred Basset                       | Rad.           | Conseiller général du canton de Saignes (1923-1940) |
| 1941                                     | 1944     | Jules Estève                        |                | |
| 1944                                     | 1963     | Alfred Basset                       | Rad. puis SFIO | Conseiller général du canton de Saignes (1945-1963) Président du conseil général (1945-1951)                                                                            |
| 1963                                     | 1989     | Bernard Ceyrac                      |                | Président-directeur général de la Sodecco (1959-1968). Chevalier de la Légion d'Honneur                                                                                 |
| 1989                                     | 2008     | Roger Besse                         | RPR puis UMP   | Sénateur (1989-2008) Conseiller général du canton de Saignes (1976-2008) Président du conseil général (1988-2001) Président de la communauté de communes Sumène Artense |
| 2008                                     | mai 2020 | Guy Lacam                           | UMP puis LR    | Retraité |
| mai 2020                                 | En cours | Alain Delage                        | DVC            | Chef d'entreprise Ambulances & Pompes funèbres Conseiller départemental du canton d'Ydes (2021-)                                                                        |

## Population et société

### Démographie

#### Évolution démographique
L'évolution du nombre d'habitants est connue à travers les recensements de la population effectués dans la commune depuis 1793. Pour les communes de moins de 10 000 habitants, une enquête de recensement portant sur toute la population est réalisée tous les cinq ans, les populations de référence des années intermédiaires étant quant à elles estimées par interpolation ou extrapolation. Pour la commune, le premier recensement exhaustif entrant dans le cadre du nouveau dispositif a été réalisé en 2008.

En 2022, la commune comptait 1 633 habitants, en évolution de −6,04 % par rapport à 2016 (Cantal : −1,08 %, France hors Mayotte : +2,11 %).
| 1793 | 1800 | 1806 | 1821 | 1831  | 1836  | 1841  | 1846  | 1851  |
| ---- | ---- | ---- | ---- | ----- | ----- | ----- | ----- | ----- |
| 879  | 807  | 854  | 967  | 1 067 | 1 043 | 1 028 | 1 061 | 1 060 |

| 1856  | 1861  | 1866  | 1872 | 1876 | 1881  | 1886  | 1891  | 1896  |
| ----- | ----- | ----- | ---- | ---- | ----- | ----- | ----- | ----- |
| 1 061 | 1 014 | 1 014 | 964  | 958  | 1 031 | 1 456 | 1 633 | 1 838 |

| 1901  | 1906  | 1911  | 1921  | 1926  | 1931  | 1936  | 1946  | 1954  |
| ----- | ----- | ----- | ----- | ----- | ----- | ----- | ----- | ----- |
| 2 140 | 2 452 | 2 703 | 2 426 | 2 713 | 2 638 | 2 567 | 2 563 | 2 535 |

| 1962  | 1968  | 1975  | 1982  | 1990  | 1999  | 2006  | 2008  | 2013  |
| ----- | ----- | ----- | ----- | ----- | ----- | ----- | ----- | ----- |
| 2 075 | 2 037 | 1 970 | 1 980 | 1 965 | 1 931 | 1 881 | 1 866 | 1 779 |

| 2018  | 2022  | - | - | - | - | - | - | - |
| ----- | ----- | - | - | - | - | - | - | - |
| 1 660 | 1 633 | - | - | - | - | - | - | - |

#### Pyramide des âges
La population de la commune est relativement âgée. En 2021, le taux de personnes d'un âge inférieur à 30 ans s'élève à 21,6 %, soit un taux inférieur à la moyenne départementale (26,5 %). À l'inverse, le taux de personnes d'un âge supérieur à 60 ans (41,1 %) est supérieur au taux départemental (36,6 %).
En 2021, la commune comptait 787 hommes pour 837 femmes, soit un taux de 51,54 % de femmes, supérieur au taux départemental (51,1 %).
Les pyramides des âges de la commune et du département s'établissent comme suit :
| Hommes | Classe d’âge | Femmes |
| ------ | ------------ | ------ |
| 1,2    | 90 ou +      | 4,1    |
| 12,8   | 75-89 ans    | 15,1   |
| 24,8   | 60-74 ans    | 24,1   |
| 25,4   | 45-59 ans    | 22,7   |
| 14,2   | 30-44 ans    | 12,4   |
| 10,9   | 15-29 ans    | 9      |
| 10,9   | 0-14 ans     | 12,5   |

| Hommes | Classe d’âge | Femmes |
| ------ | ------------ | ------ |
| 1,2    | 90 ou +      | 3,1    |
| 10,1   | 75-89 ans    | 13,5   |
| 22,9   | 60-74 ans    | 22,6   |
| 21,8   | 45-59 ans    | 20,5   |
| 16,1   | 30-44 ans    | 15,2   |
| 13,8   | 15-29 ans    | 11,9   |
| 14,2   | 0-14 ans     | 13,3   |

## Économie
- Ydes abrite un pôle industriel important à l'échelle du Cantal.
- Le Groupe Lapeyre possède un site de production historique, Menuiseries du Centre, situé avenue Martial-Lapeyre.
- Le groupe Sacatec est spécialisé dans les solutions de haute technologie à base de caoutchouc.
- Les Ateliers du Centre est une entreprise adaptée qui propose une activité économique pour personnes handicapées, elle fait partie de la Fondation Jacques Chirac.

## Culture locale et patrimoine

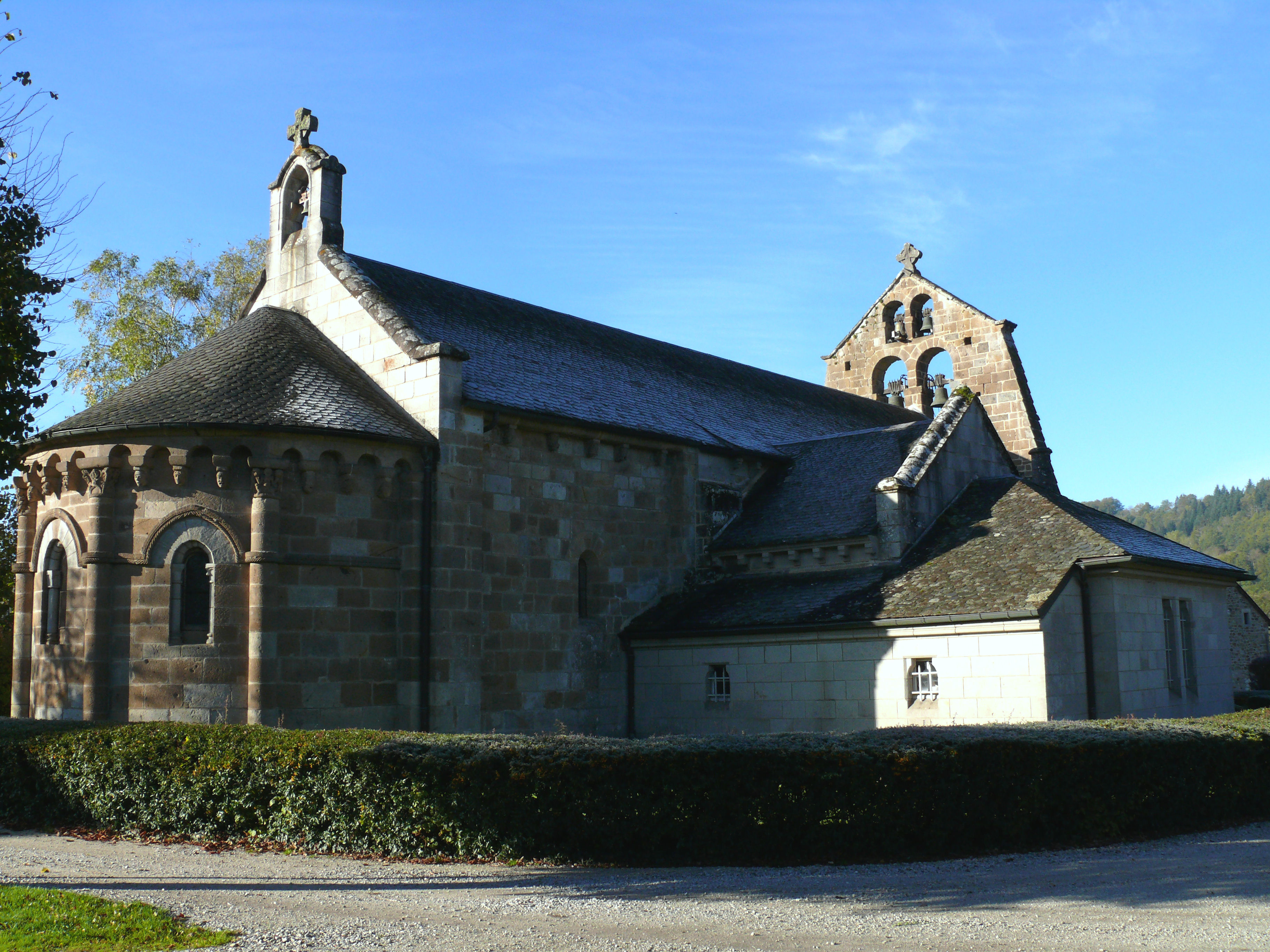
L'église Saint-Georges.

### Lieux et monuments
- Église Saint-Georges d'Ydes-Bourg, du XIIe siècle, de style roman et classée monument historique depuis 1862[21],[22],[23].

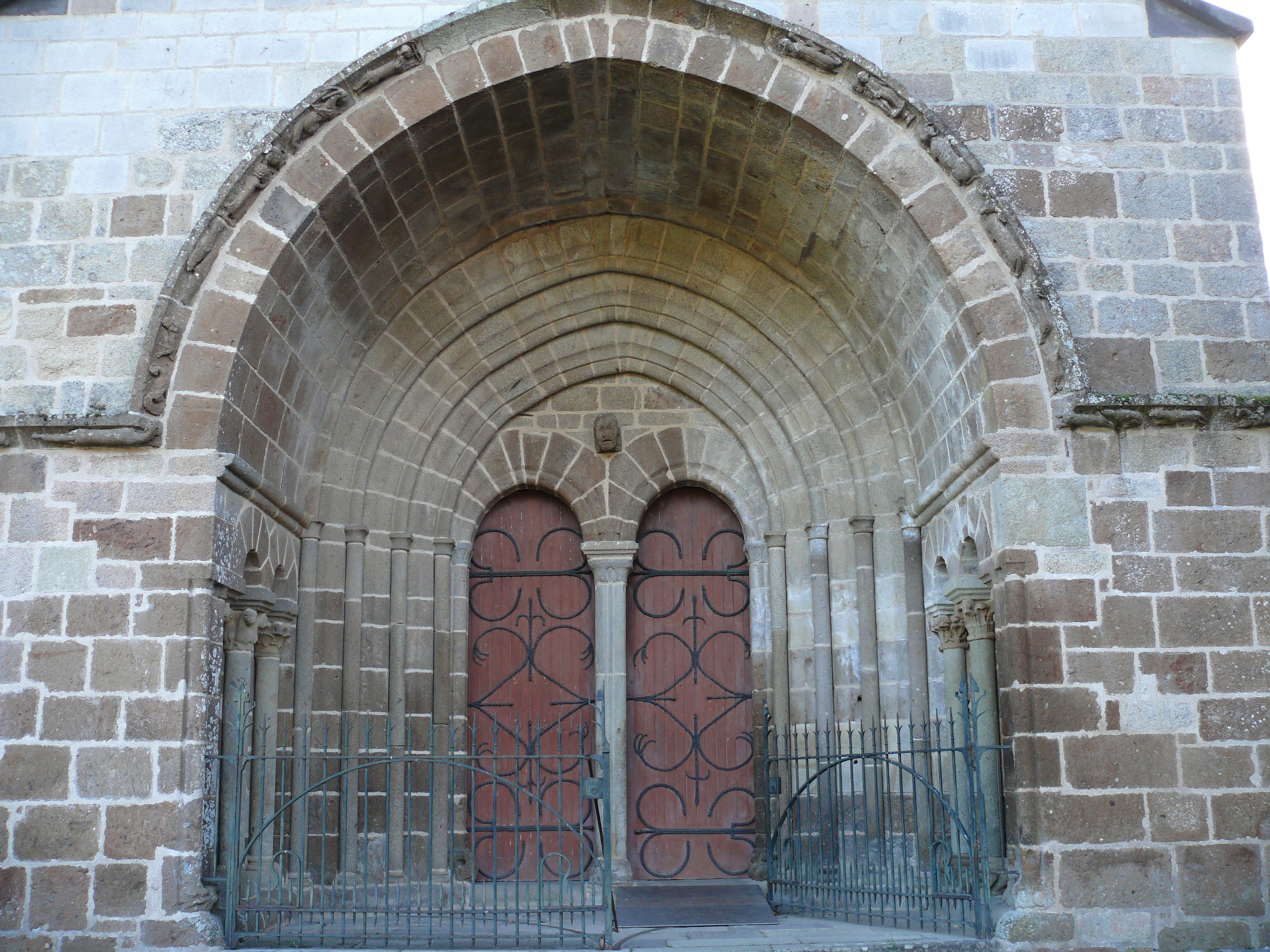
Porche de l'église Saint-Georges.
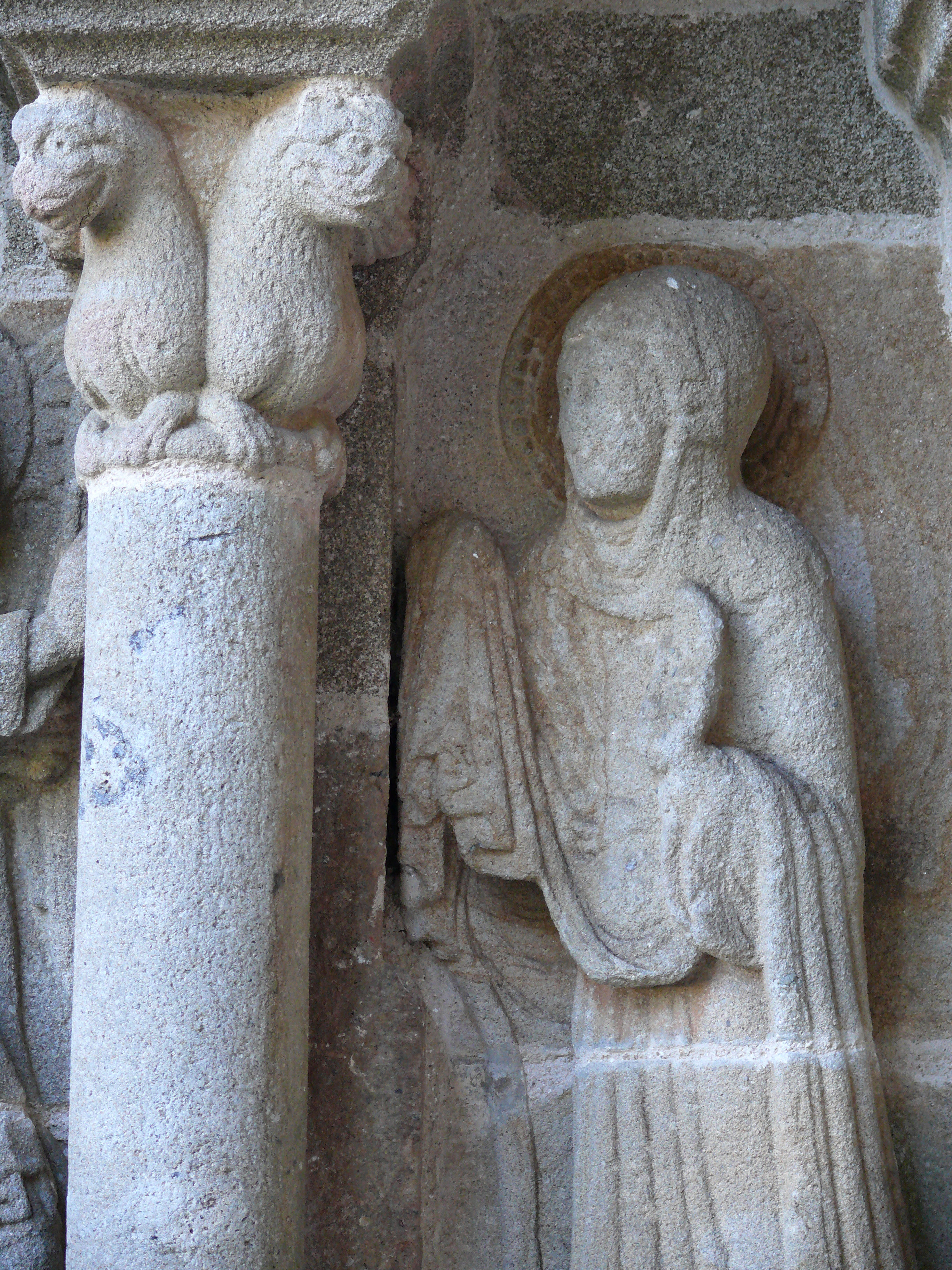
Porche de l'église Saint-Georges : la Vierge de l'Annonciation.
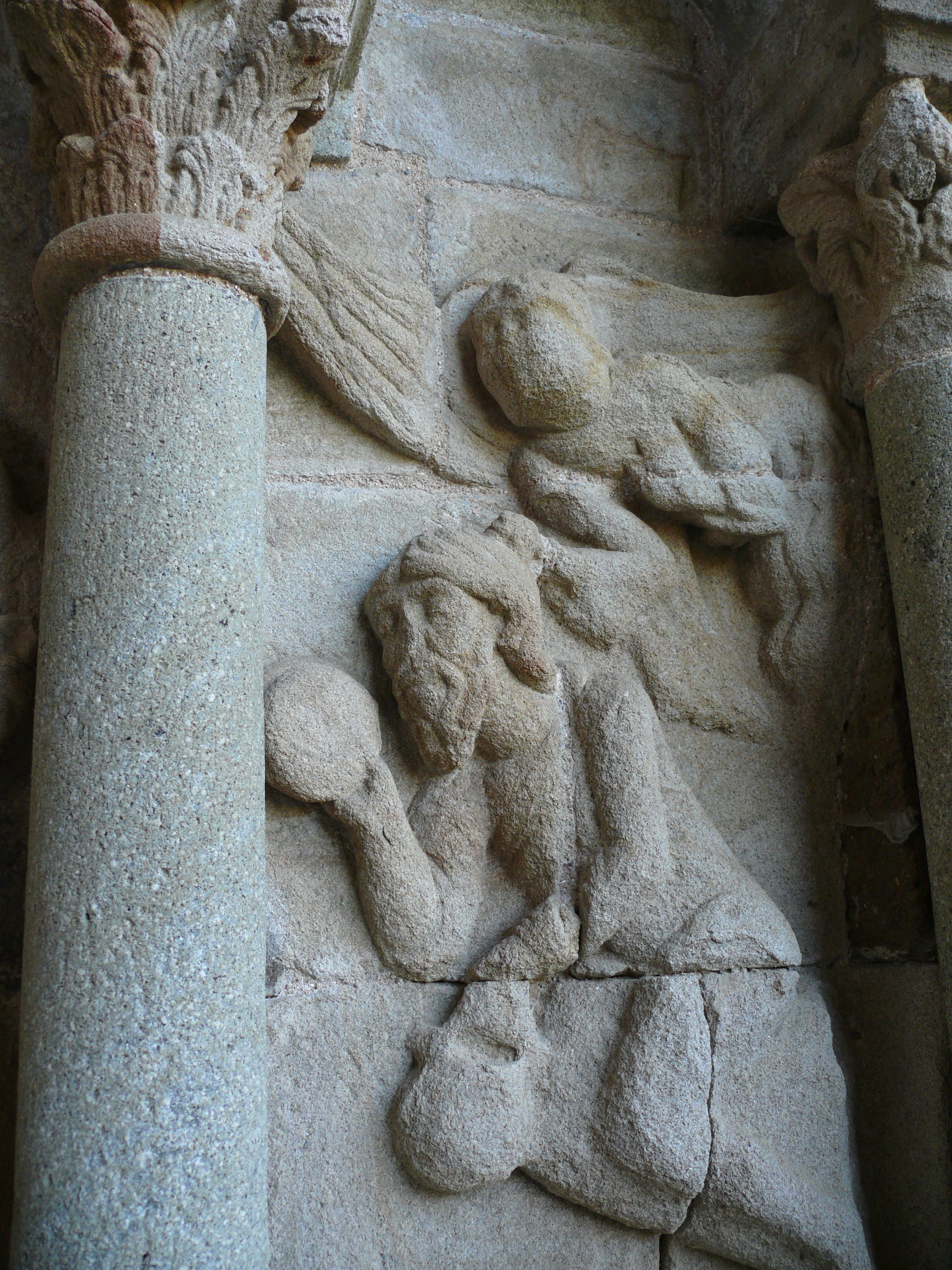
Porche ouest de l'église Saint-Georges - Mur sud : Habacuc, porté par un ange, vient apporter de la nourriture à Daniel dans la fosse aux lions.

Le portail profond semble reprendre les dispositions de celui de l'abbaye Saint-Pierre de Beaulieu-sur-Dordogne. Il a la particularité de présenter sur les murs nord et sud deux scènes assez rarement liées. Sur le mur nord, une scène du Nouveau Testament : l'Annonciation représentant l'archange Gabriel et la Vierge Marie. Sur le mur sud, une scène de l'Ancien Testament : Habacuc porté par un ange vient apporter de la nourriture à Daniel dans la fosse aux lions. La relation entre les deux scènes vient probablement de l'analogie suivante : le Christ entra dans le sein de sa mère et en sortit sans toucher au sceau de sa demeure virginale. De la même manière, l'ange enlève Habacuc en Judée avec une corbeille de nourriture et le transporte dans la fosse aux lions où se trouve Daniel sans briser le sceau (d'après Émile Mâle, L'Art religieux au XIIIe siècle). Sur l'archivolte du porche ont été sculptés les signes du zodiaque. Ce portail est datable de la fin du XIIe siècle.

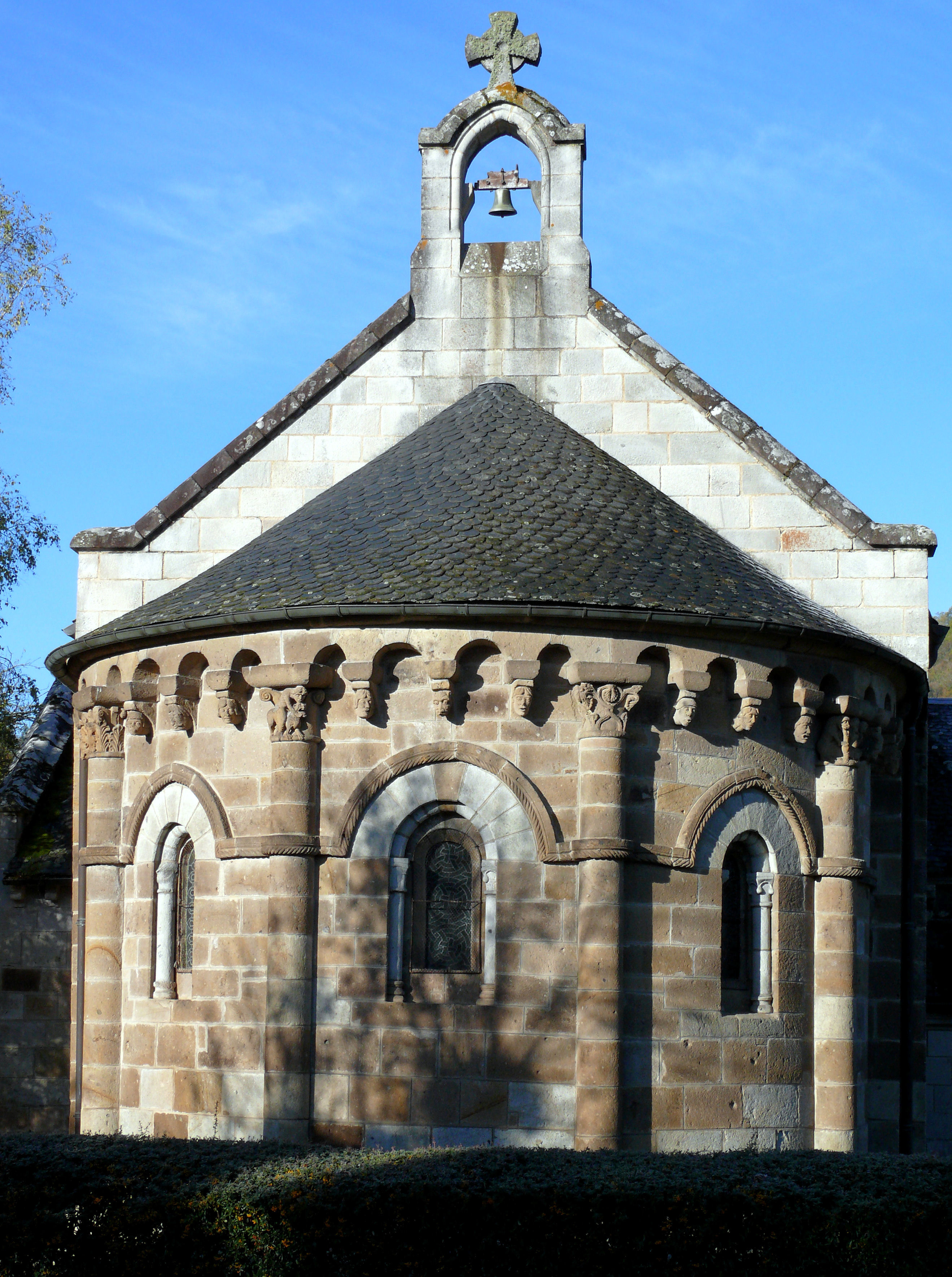
Chevet.
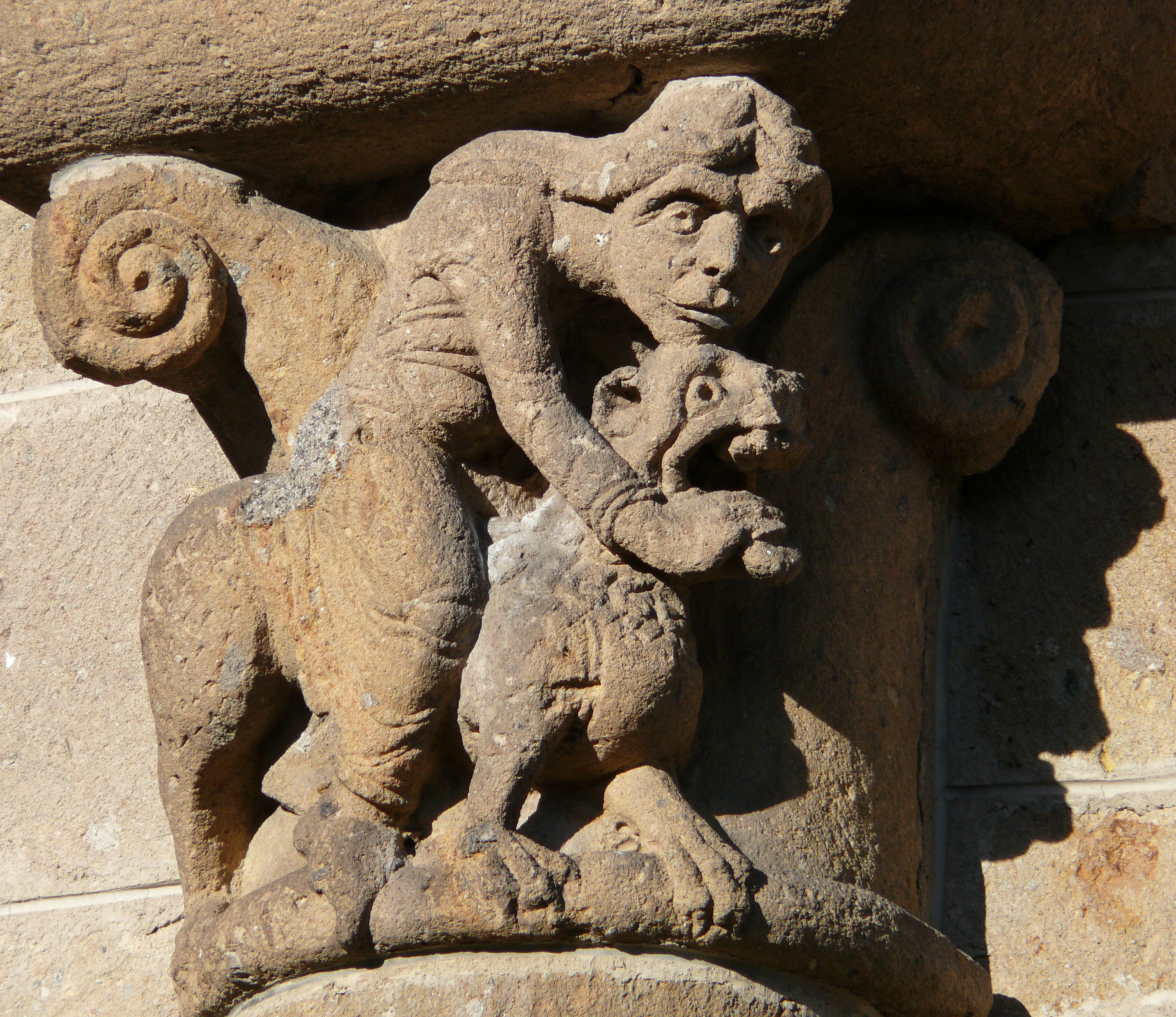
Chevet - Chapiteau avec Samson terrassant un lion.
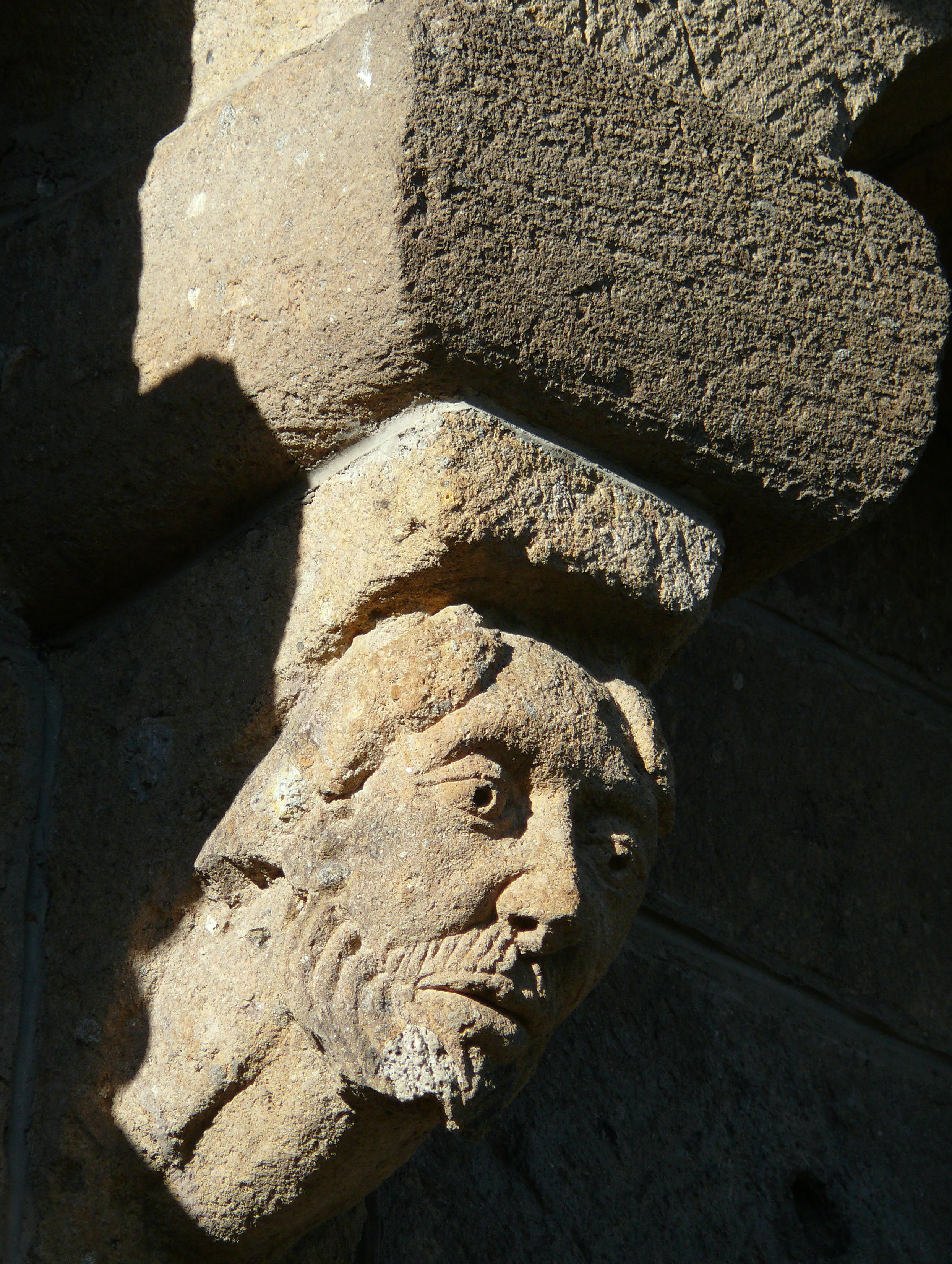
Chevet : modillon.
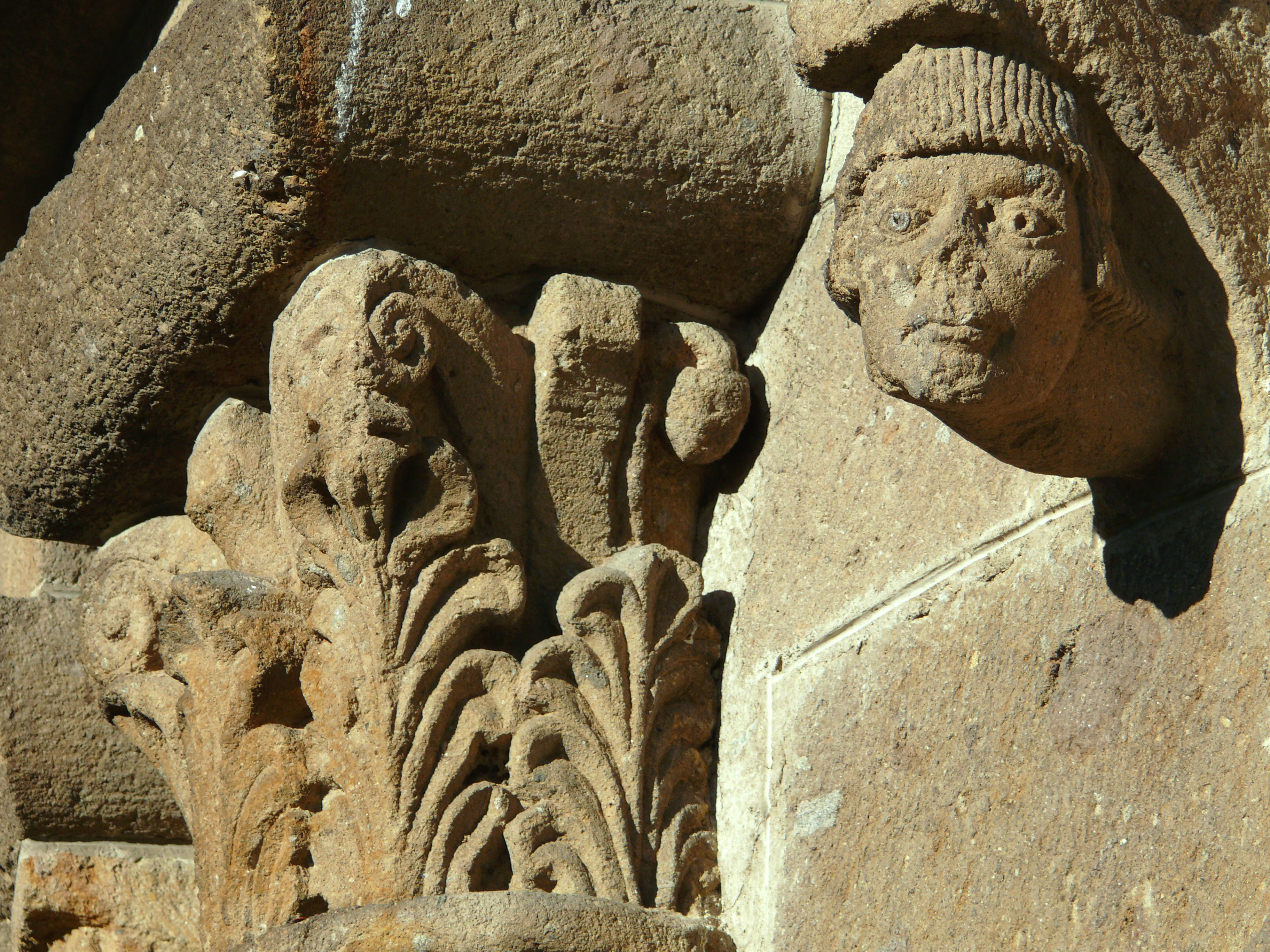
Chevet : modillon et chapiteau à feuillages.

- Pendant plusieurs décennies, Ydes n'a possédé que l'église Saint-Georges. Mais devant l'accroissement de la population une chapelle a été construire à Ydes-Centre à la fin du XIXe siècle[24].
- L'église Sainte-Jeanne d'Arc a ensuite été construite au début du XXe siècle[25].

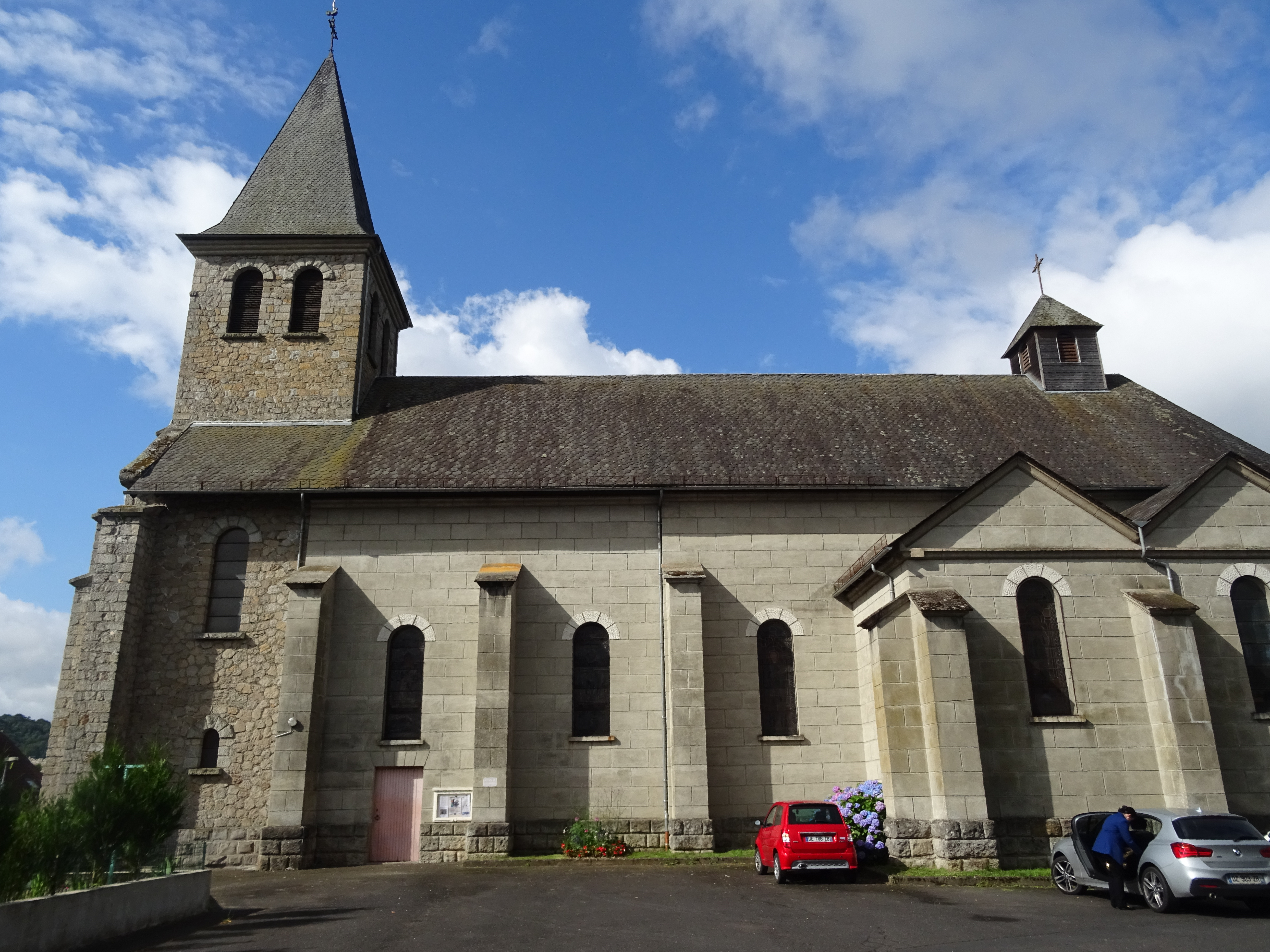
Église Sainte-Jeanne d'Arc.

- Le château du Châtelet, château fort situé à Montfouilloux[26].
- Château de Trancis, 7 route de Saignes, 15210 Ydes - XIXe siècle - Devenu un hôtel.
- La cité ouvrière de Fanostre[27], construite par la Société des Mines de Champagnac. Plusieurs vestiges de puits de mine subsistent sur le territoire communal et une sentier permet d'en faire le tour. Un mémorial est également installé au rez-de-chaussée des anciens fours à coke[28].

Patrimoine minier.
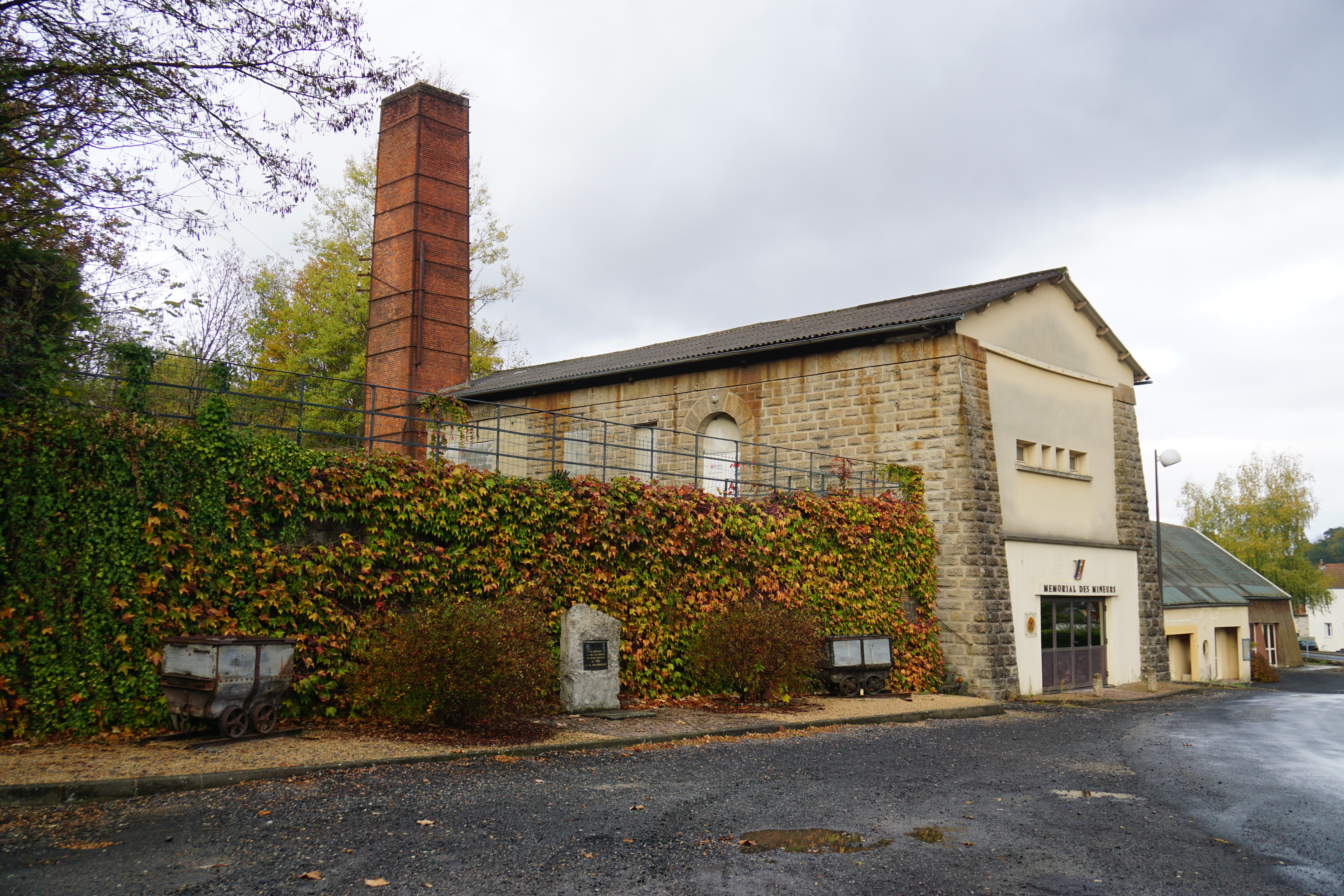
Anciens fours à coke dont le rez-de-chaussée est aménagé en mémorial.
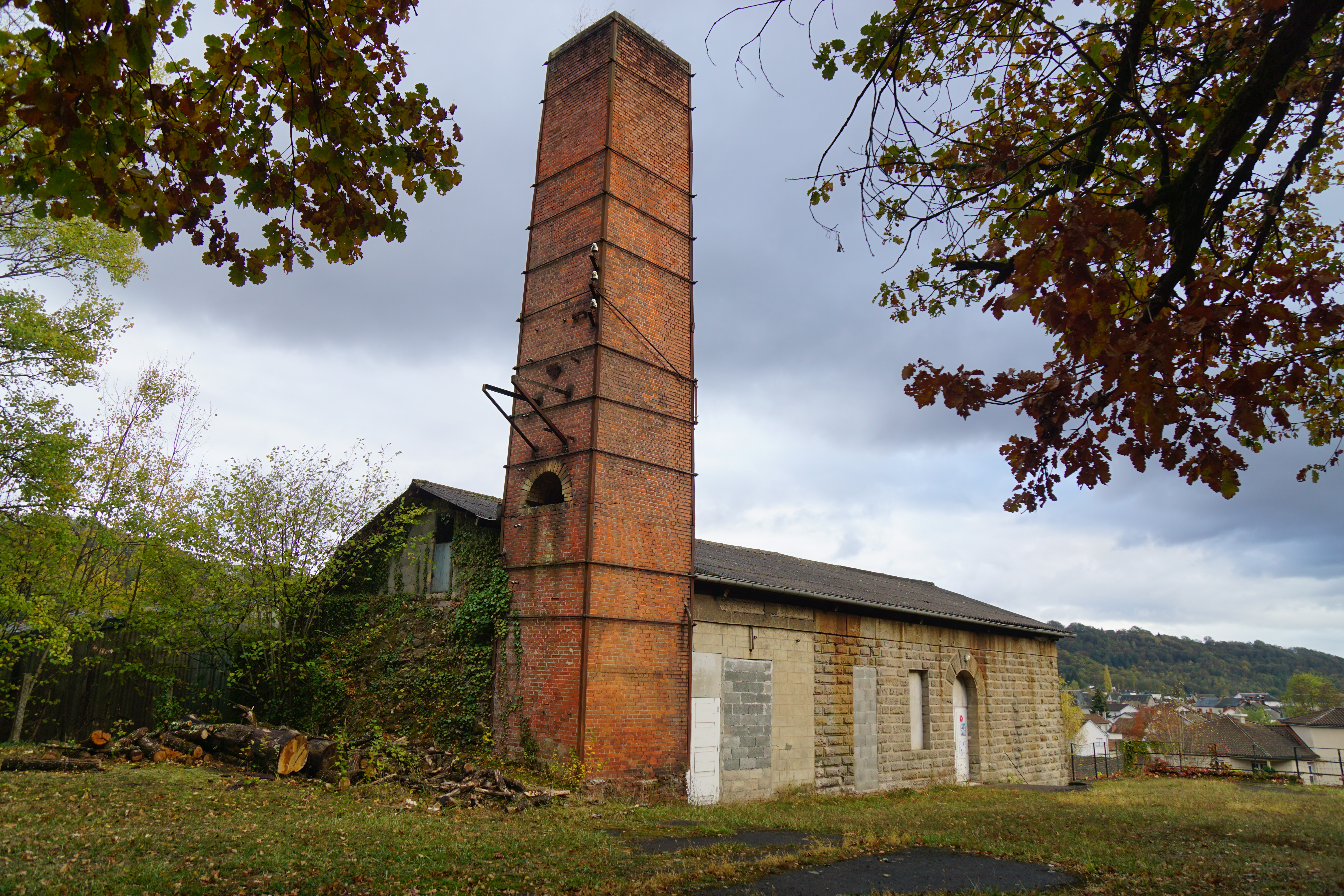
Vue arrière avec la cheminée.
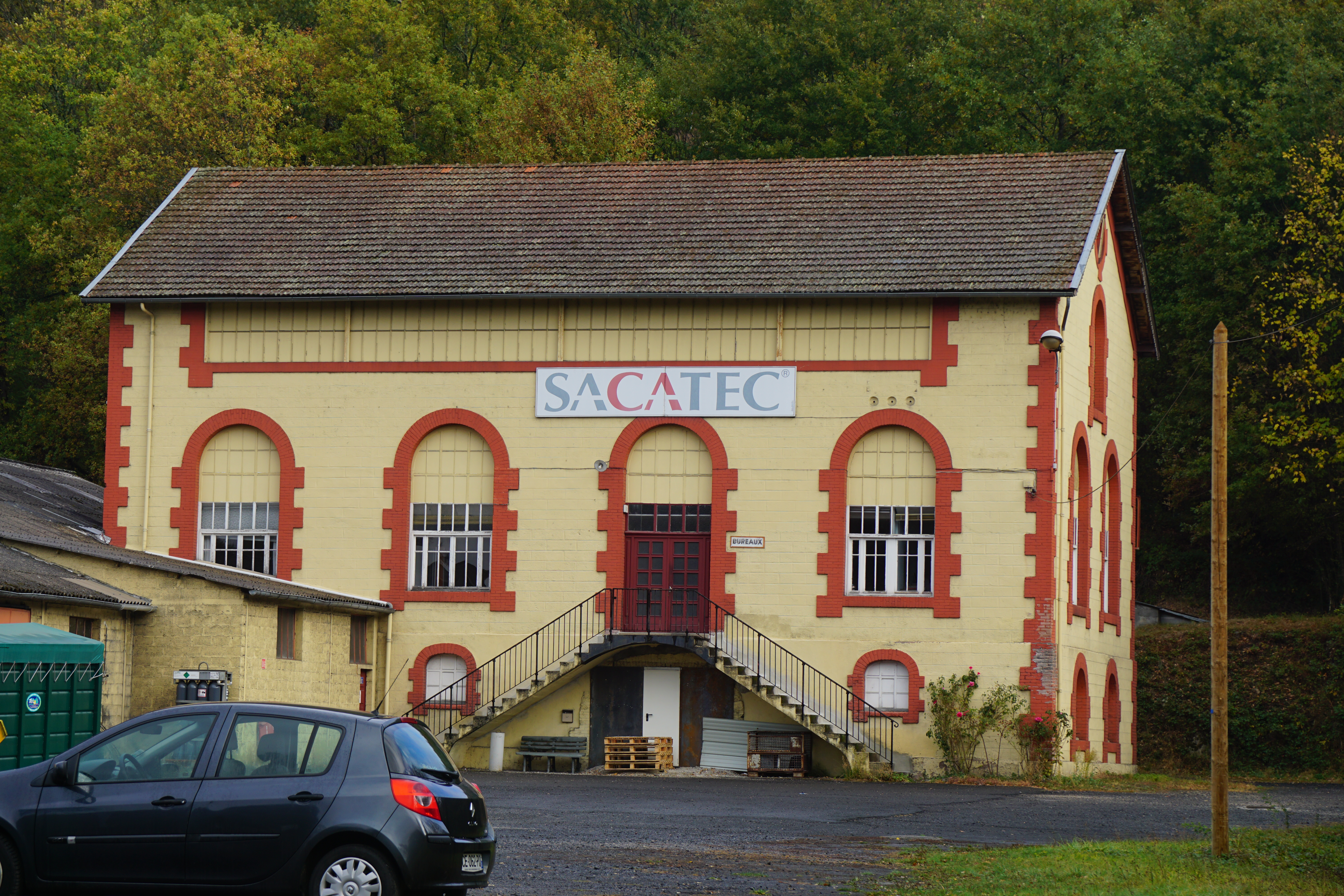
Ancien bâtiment de la machine d'extraction du puits Pochat.

### Personnalités liées à la commune
- Roger Besse (1929-2009), ancien sénateur et président du conseil général du Cantal.
- L'industriel Martial Lapeyre (1904-1984)

### Héraldique
| Blason de Ydes | Blason  | D'or à deux clefs de sinople passées en sautoir, les pannetons vers senestre, à la bordure de gueules. |
| Blason de Ydes | Détails | Le statut officiel du blason reste à déterminer.                                                       |